# Frank Stockdale
Pour les articles homonymes, voir Stockdale.
Franklin Elwood Stockdale, connu sous le diminutif Frank Stockdale (né le 30 novembre 1870 dans l'Ohio et mort le 31 décembre 1950 à Los Angeles, Californie) est un acteur américain du cinéma muet.

## Biographie
Frank Stockdale tourna dans une dizaine de films de 1913 à 1925.
Il était le frère de Carl Stockdale.

## Filmographie
- 1913 : The Naming of the Rawhide Queen de Lloyd Ingraham
- 1914 : The Atonement de Lloyd Ingraham
- 1914 : Broncho Billy's Close Call de Broncho Billy Anderson
- 1914 : Broncho Billy's Sermon de Broncho Billy Anderson
- 1914 : The-Good-for-Nothing de Broncho Billy Anderson
- 1914 : Snakeville's Most Popular Lady de Roy Clements
- 1914 : When Slippery Slim Met the Champion de Roy Clements
- 1914 : The Tell-Tale Hand de Broncho Billy Anderson
- 1915 : Broncho Billy's Sentence de Broncho Billy Anderson
- 1925 : La Ruée vers l'or (The Gold Rush) de Charles Chaplin